# Escuela de Medicina Pritzker
La Escuela de Medicina Pritzker es la unidad que otorga el grado de doctor en medicina de la División de Ciencias Biológicas de la Universidad de Chicago. Está ubicada en el campus principal de la universidad en el histórico vecindario Hyde Park de Chicago y se matriculó en su primera promoción en 1927. La escuela de medicina ofrece un programa de doctorado en medicina de tiempo completo, programas de titulación conjunta, educación médica de posgrado y educación médica continua.

## Rankings
U.S. News & World Report, en su edición de rankings de 2022, clasificó a la Escuela de Medicina Pritzker en el puesto 34 en "Mejores escuelas de medicina: atención primaria" y en el puesto 17 en "Mejores escuelas de medicina: investigación".

## Historia

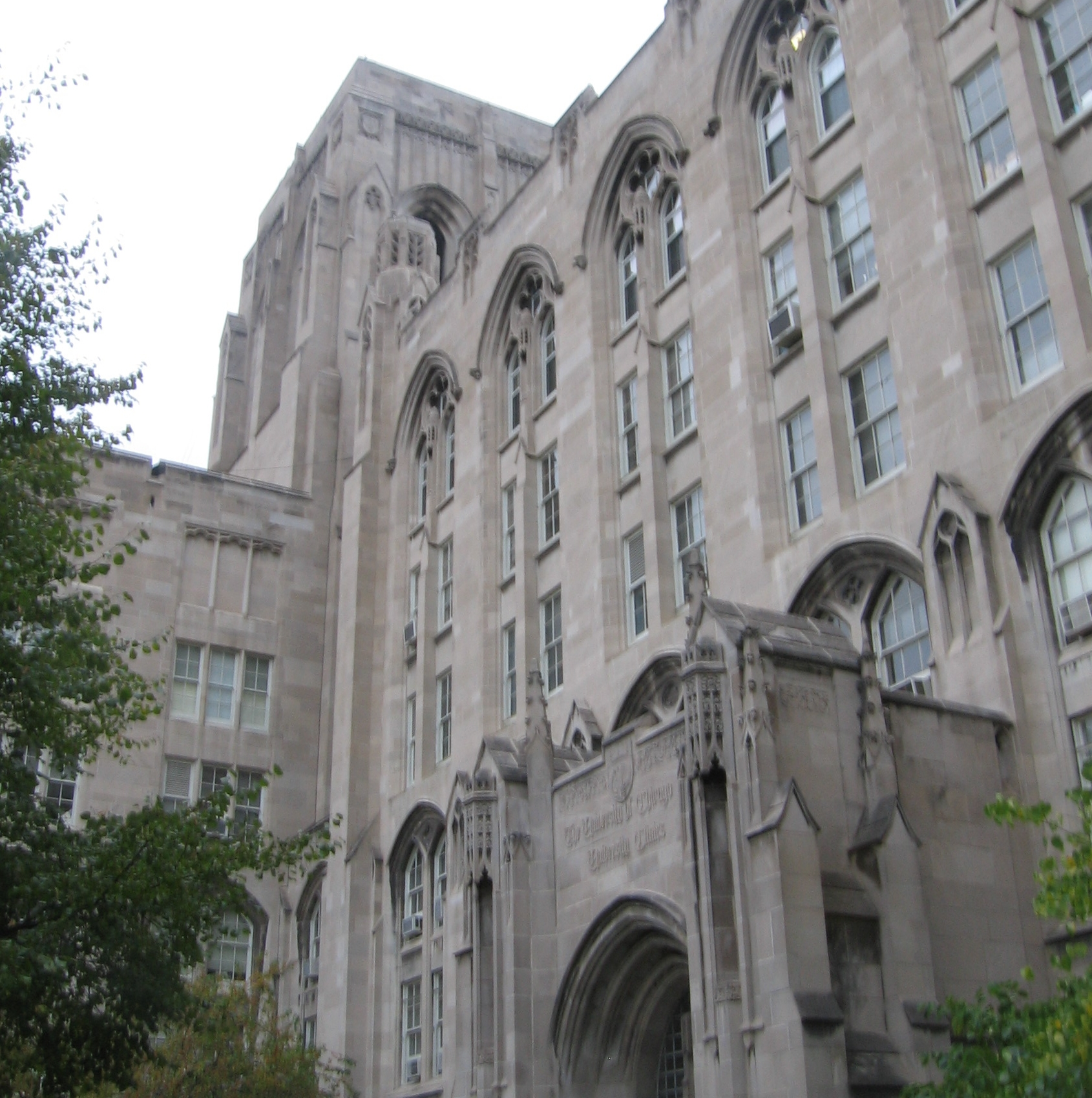
Uno de los muchos edificios que albergan las oficinas de la escuela Pritzker. Aunque construidos después de los edificios principales, los edificios Pritzker se adhieren a las normas arquitectónicas góticas.

El interés en abrir una escuela de medicina en la Universidad de Chicago comenzó en 1898 cuando la universidad se afilió al Rush Medical College mientras Chicago se esforzaba por establecer fondos para la construcción de una escuela de medicina. La afiliación con el Rush Medical College continuó hasta 1942. En 1916, la Junta de Síndicos de la universidad reservó $5.3 millones para su desarrollo, pero la Primera Guerra Mundial retrasó su construcción hasta 1921. Con la construcción completada en 1927, la escuela matriculó su primera clase de médicos estudiantes. Después de una donación de 16 millones de dólares de la familia Pritzker de Chicago (fundadores del grupo hotelero Hyatt) a la Universidad de Chicago, la Escuela de Medicina pasó a llamarse en su honor en 1968.
Pritzker fue la primera escuela de medicina en celebrar la tradición ahora internacional de la ceremonia de la bata blanca en 1989, que celebra la transición y el compromiso de los estudiantes con una carrera de por vida como médico.

## Admisiones
Para la promoción entrante de 2016-2017, 5640 personas presentaron su solicitud y 719 fueron entrevistados para 88 lugares en la clase. Los solicitantes aceptados tenían un GPA medio de 3,88 y una puntuación media de MCAT de 520.

## Educación
La Escuela de Medicina Pritzker ofrece el título de Doctor en Medicina (MD). La escuela ofrece títulos de doctorado conjuntos a través de su Programa de Capacitación de Científicos Médicos, Programa de Capacitación de Crecimiento, Desarrollo y Discapacidades y Programas MD-PhD en Medicina, Ciencias Sociales y Humanidades. Se ofrecen maestrías conjuntas en negocios, derecho y política.
El hospital docente principal de la escuela es el Centro Médico de la Universidad de Chicago. En julio de 2008, Pritzker entró en una afiliación docente con NorthShore University HealthSystem.

## Alumnos notables
- Clark L. Anderson, clase de 1964, inmunólogo y profesor emérito, Facultad de Medicina de la Universidad Estatal de Ohio.
- Bruce Beutler, clase de 1981, inmunólogo y genetista estadounidense. Junto con Jules A. Hoffmann, recibió la mitad del Premio Nobel de Medicina de 2011, por "sus descubrimientos sobre la activación de la inmunidad innata".
- Ernest Beutler, clase de 1950, hematólogo y científico biomédico estadounidense nacido en Alemania. Hizo importantes descubrimientos sobre las causas de una serie de enfermedades, incluidas las anemias, la enfermedad de Gaucher, los trastornos del metabolismo del hierro y la enfermedad de Tay-Sachs.
- Richard Kekuni Blaisdell, clase de 1948, profesor emérito de medicina en la Universidad de Hawái en Honolulu y organizador durante mucho tiempo del Movimiento de Soberanía de Hawái.
- David Bodian, clase de 1937, científico médico estadounidense cuyo trabajo ayudó a sentar las bases para el eventual desarrollo de vacunas contra la poliomielitis al combinar la investigación neurológica con el estudio de la patogenia de la poliomielitis.
- Robert M. Chanock, clase de 1947, pediatra y virólogo estadounidense que realizó importantes contribuciones a la prevención y el tratamiento de las infecciones respiratorias infantiles.
- Anne Searls De Groot, clase de 1983, cofundadora y directora ejecutiva/CSO de la empresa de inmunoinformática EpiVax.
- Robert Gallo, clase de 1965, conocido por su papel en el descubrimiento del virus de la inmunodeficiencia humana (VIH) como agente infeccioso responsable del síndrome de inmunodeficiencia adquirida (sida) y en el desarrollo de la prueba de sangre del VIH.
- Todd Golub, clase de 1989, profesor de pediatría en la Escuela de medicina de Harvard, investigador Charles A. Dana en genética del cáncer humano en el Instituto del cáncer Dana-Farber y miembro fundador del Instituto Broad del MIT y Harvard.
- Clarence Lushbaugh, clase de 1942, clase de doctor en medicina de 1948, patólogo y especialista en radiobiología.
- Sara Branham Matthews, PhD clase de 1923, MD clase de 1934, fue una microbióloga y médica estadounidense conocida por su investigación sobre el aislamiento y el tratamiento de Neisseria meningitidis, un organismo causante de la meningitis.
- Anne L. Peters, clase de 1983, endocrinóloga, experta en diabetes y profesora de medicina clínica en la Escuela de Medicina Keck de la USC.
- Joseph Ransohoff, clase de 1941, pionero en el campo de la neurocirugía; fundador de la primera unidad de cuidados intensivos neuroquirúrgicos; jefe de neurocirugía en N.Y.U. Centro Médico.[9]
- Gerald Reaven, clase de 1953, destacado investigador de la diabetes y la resistencia a la insulina.
- Janet Rowley, clase de 1948, genetista humana estadounidense y la primera científica en identificar una translocación cromosómica como la causa de la leucemia y otros tipos de cáncer.[10]
- Arthur K. Shapiro, clase de 1955, psiquiatra y experto en síndrome de Tourette.
- Donald F. Steiner, clase de 1956, bioquímico estadounidense y descubridor de la proinsulina.